# درون شب با…
درون شب با… (به آلمانی: ...Durch die Nacht mit) عنوان مجموعهٔ مستندی تلویزیونی ست که از سال ۲۰۰۲ تا کنون از بخش آلمانی شبکهٔ آرته (Arte) پخش می‌شود. ایدهٔ سازندگان این مجموعه ترتیب دادن ملاقات دو هنرمند در یک شهر و فیلمبرداری از یک روز کامل آن‌ها بدون هیچ گونه دخالتی است. هنرمندان دعوت شده می‌توانند از هر رشتهٔ هنری باشند. به‌طور کلی گروه فیلمبرداری تا جای ممکن در این مستند نامرئی می‌ماند، و تنها در هنگام تدوین است که قسمت بی‌اهمیت‌تر حذف می‌شوند تا یک مستند تلویزیونی تقریباً یک ساعته ساخته شود.